# گل‌های پرپر
گل‌های پرپر یا گل‌های پژمرده (به انگلیسی: Broken Flowers) عنوان فیلمی است از جیم جارموش که در سال ۲۰۰۵ ساخته شد.

## خلاصهٔ داستان
دن خوانی در کهنسالی نامه‌ای دریافت می‌کند مبنی بر این‌که پسری دارد. او که نمی‌تواند حدس بزند از کدام معشوقش بچه‌دار شده، شهر به شهر به دنبال آن‌ها می‌گردد.

## جوایز
- جایزه بزرگ هیئت داوران جشنواره کن ۲۰۰۵